# Sylvestre Ier d'Alexandrie

Sylvestre Ier d'Alexandrie est un  patriarche melkite d'Alexandrie de  1569 à 1590

## Contexte
Sylvestre est originaire de Crète. En 1578, il intervient au  synode de Jérusalem au cours duquel le patriarche Germain Ier de Jérusalem est démis de sa fonction. En février1585 se tient un concile où le  patriarche d'Antioche prononce l'anathème de Pacôme, considéré comme  Patriarche de Constantinople illégitime,.